# Everingen

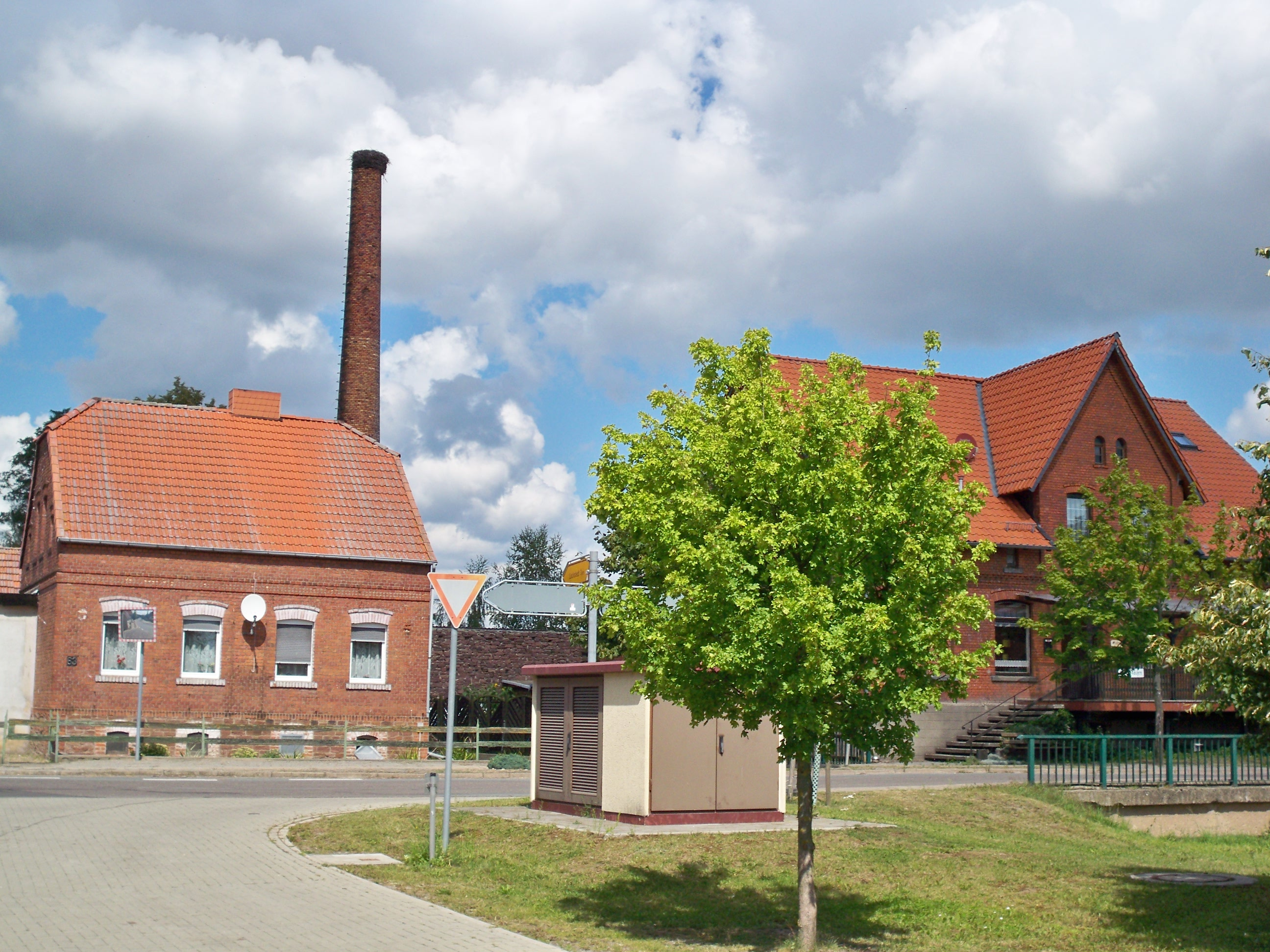
Ehemalige Molkerei (rechts) und Schornstein mit Storchennest

Everingen ist ein Ortsteil der Stadt Oebisfelde-Weferlingen im Landkreis Börde in Sachsen-Anhalt.

## Geografie
Everingen liegt rund sieben Kilometer nordöstlich von Weferlingen am Rande des Lappwaldes.

## Geschichte

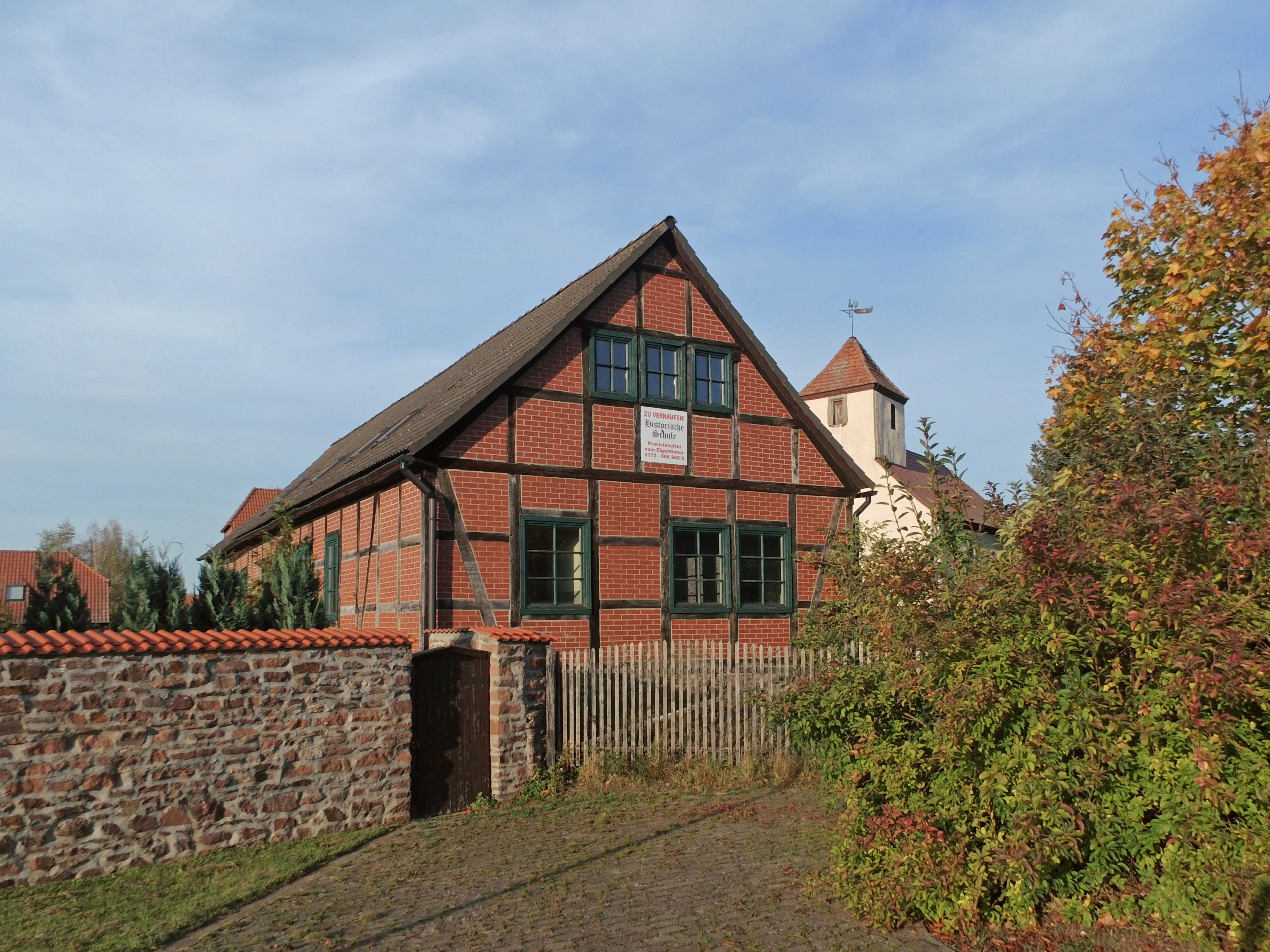
Ehemalige Schule, rechts im Hintergrund die Kirche

Everingen wurde erstmals um 1220 in einem Lehnsregister als Everringe erwähnt. Später wurde der Ort  Everinge bis in das 14. Jahrhundert genannt. Die reichsfreien Edelherren von Meinersen waren hier begütert. Sie gaben um 1220 eine halbe Hufe im Ort als Lehen an Adelheid von Emden. Um 1280 eine halbe Hufe als Lehen an Rudolf von Seggerde und seine Brüder sowie vier Slaven (= Wenden) als Lehen an Konrad von Bornstedt.
Im Jahr 1910 lebten 372 Einwohner in Everingen.
Am 1. September 2010, später als die umliegenden Gemeinden, wurde Everingen in die Stadt Oebisfelde-Weferlingen eingemeindet.

## Politik

### Ortsbürgermeister
Der ehrenamtliche Bürgermeister Gerd Schütte war vom 12. Juni 1994 bis zum 31. August 2010 im Amt und ist seitdem Ortsbürgermeister.

### Ortschaftsrat
Seit der letzten Kommunalwahl am 7. Juni 2009 hatte der Gemeinderat acht Mitglieder. Aufgrund der Eingemeindung zu Oebisfelde-Weferlingen wurde der Gemeinderat durch Beschluss zum Ortschaftsrat. Die Wahlbeteiligung lag bei 55,2 %. Die Wahl brachte folgendes Ergebnis:
|  | Wählergruppen | 8 Sitze | (100,0 %) |

Weiteres Mitglied des Ortschaftsrates und dessen Vorsitzender ist der Bürgermeister.

## Wirtschaft und Infrastruktur

### Verkehrsanbindung
Zur Bundesstraße 1, die Braunschweig mit Berlin verbindet, sind es in südlicher Richtung rund 17 Kilometer. Die Bundesautobahn 2 (Anschlussstelle Helmstedt-West) wird ebenfalls nach 17 Kilometern erreicht. Everingen liegt ca. 4 Kilometer südlich der Landesstraße 24, die Oebisfelde mit Calvörde verbindet.

## Religionen

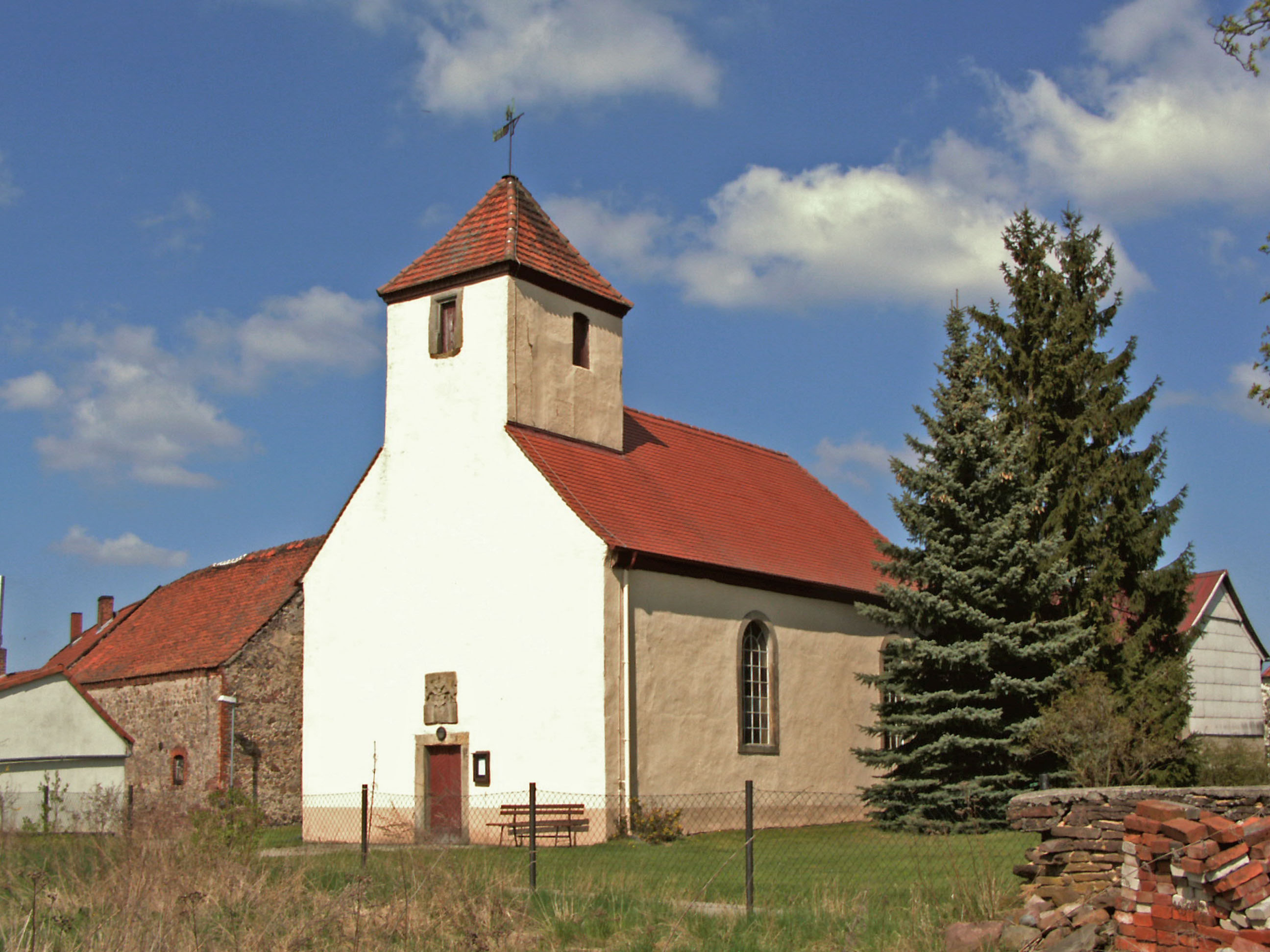
Kirche

In Everingen befindet sich eine Kirche, sie gehört zum Pfarrbereich Rätzlingen, in der Region West des Kirchenkreises Haldensleben-Wolmirstedt der Evangelischen Kirche in Mitteldeutschland.
Da sich infolge des Zweiten Weltkriegs durch den Zuzug von Heimatvertriebenen aus den Ostgebieten des Deutschen Reiches wieder Katholiken im seit der Reformation evangelischen Everingen angesiedelt hatten, wurde 1967 in der alten Schule, gleich neben der evangelischen Kirche, eine Kapelle eingerichtet. 1980 wurde die Kapelle wieder aufgegeben, da sich die Zahl der Katholiken stark verringert hatte. Heute ist die Kirche „St. Josef und St. Theresia vom Kinde Jesu“ im rund sieben Kilometer entfernten Weferlingen das nächstgelegene katholische Gotteshaus.